# موریتس لایتنر
موریتس لایتنر (آلمانی: Moritz Leitner؛ زادهٔ ۸ دسامبر ۱۹۹۲) بازیکن فوتبال اهل آلمان است که اکنون در پست هافبک برای تیم نوریچ سیتی بازی می‌کند.
از باشگاه‌هایی که در آن بازی کرده‌است می‌توان به مونیخ ۱۸۶۰، بروسیا دورتموند، آگسبورگ، اشتوتگارت، لاتزیو و نوریچ سیتی اشاره کرد.